# 叶城种畜场
叶城种畜场，是中华人民共和国新疆维吾尔自治区喀什地区叶城县下辖的一个乡镇级行政单位。

## 行政区划
叶城种畜场下辖以下地区：
一队（虚拟生活区）。